# Feodor Werner
Carl Per Bernhard Feodor Werner (i riksdagen kallad Werner i Stockholm), född 29 februari 1836 i Skeppsholms församling, Stockholm, död 29 december 1910 i Oscars församling, Stockholms stad, var en svensk dockmästare och politiker.
Werner var ledamot av riksdagens andra kammare 1888–1890, invald i Stockholms stads valkrets. Han tillhörde Nya lantmannapartiet.